# Adrar, Algeriet
Adrar (arabiska: أدرار, berber: ) är en oasstad och kommun i Algeriet, i Sahara, cirka 90 mil söder om Oran. Den är huvudort för provinsen med samma namn och hade 64 781 invånare i kommunen vid folkräkningen 2008, varav 63 039 invånare bodde i centralorten. Adrar ligger mellan de stora sanddynerna Erg Chech och Grand Erg Occidental, och var i gammal tid en strategisk plats på handelsrutten mellan Nordafrika och Västafrika.